# Ishome
Мирабелла Денисовна Карьянова (род. 12 декабря 1990, Находка, Приморский край), также известная как Ishome и Shadowax — российский электронный музыкант, диджей и продюсер.
По словам артистки, Ishome — это случайный, но удачный набор букв, который она подобрала, когда регистрировалась в ЖЖ. А вот Shadowax — это кличка коня Гэндальфа из Властелина Колец, но без одной буквы (в оригинале был Shadowfax).

## Биография
Родилась в 1990 году, в городе Находка. В 11 лет переехала с семьёй в Краснодар. Начала заниматься музыкой в 14 лет, осваивая программные секвенсоры, в частности Fruity Loops.
В 2012 году стала финалисткой проекта интернет-издания Look at Me «10 молодых музыкантов». И выступила на фестивале Exit.
В 2013 году выпустила дебютный альбом Confession. В 2014-м году артистку заметил онлайн-журнал о музыке Earmilk и взял у неё интервью. Кроме того, она записала для издания эксклюзивный микс.
В 2019 году Мирабелла выпустила мини-альбом Nikolai Reptile под псевдонимом Shadowax. Альбом вышел на лейбле «трип», которым управляет Нина Кравиц, и получил положительные оценки критиков. По словам Мирабеллы, с Ниной её познакомил другой популярный на русской сцене артист — Никита Забелин.
В 2020 году состоялся первый тур Ishome по России, в него вошли 9 городов. Впоследствии принимала участие в ряде музыкальных фестивалей — как российских, так и международных, например Stereoleto, Signal, Ural Music Night, Fields.
В 2021 году была приглашена как участница московского отделения Boiler Room.
В 2025 году выпустила второй студийный альбом под названием carpet watcher.

## Дискография

### Ishome
- Caraboo (2010)
- Al Capone (2010)
- Eva (2011)
- Confession (2013)[5][9]
- carpet watcher (2025)[23]

### Shadowax
- Nikolai Reptile (2019)[13][14][24]

## Награды
| Год  | Премия                 | Категория        | Итог      |
| ---- | ---------------------- | ---------------- | --------- |
| 2016 | Премия Сергея Курёхина | Электромеханика  | Номинация |
| 2019 | Jager Music Awards     | Электроника года | Победа    |